# Киселёва, Оксана
Оксана Киселёва (азерб. Oksana Kiselyova, род. 30 мая 1992 года, Баку, Азербайджан) — азербайджанская волейболистка, игрок сборной Азербайджана и бакинского клуба «Локомотив». Выступает на позиции либеро.

## Биография
Оксана Киселева родилась в Баку 30 мая 1992 году. Является выпускницей Азербайджанской государственной академии физической культуры и спорта. Волейболом начала заниматься в возрасте 9 лет, будучи ученицей 4 класса.

## Клубная карьера
| Сезон       | Клуб             | Страна      |
| ----------- | ---------------- | ----------- |
| 2006 — 2012 | «Азеррейл» Баку  | Азербайджан |
| 2012 — 2013 | «Азерйол - Бакы» | Азербайджан |
| 2013 — 2014 | «Азеррейл» Баку  | Азербайджан |
| 2014 — н.в. | «Азерйол» Баку   | Азербайджан |

## Сборная Азербайджана
С 2006 года защищает цвета национальной сборной Азербайджана. Была вновь включена в состав основной сборной страны в августе 2014 года. В составе сборной Азербайджана принимала участие на чемпионате мира 2014 года, проходившим в Италии.

## Турниры
| №    | Турнир                                                                   |
| ---- | ------------------------------------------------------------------------ |
| 2007 | Чемпионат Европы по волейболу среди женщин 2007                          |
| 2008 | Мировой Гран-при по волейболу, Европейская квалификация                  |
| 2008 | Летние Олимпийские игры, Европейская квалификация                        |
| 2009 | Чемпионат Европы по волейболу среди женщин 2009                          |
| 2009 | Чемпионат Европы по волейболу среди девушек 2009                         |
| 2011 | Чемпионат Европы по волейболу среди женщин 2011                          |
| 2011 | Чемпионат Европы по волейболу среди девушек 2011                         |
| 2012 | Летние Олимпийские игры, Европейская квалификация                        |
| 2013 | Чемпионат Европы по волейболу среди женщин 2013                          |
| 2014 | Чемпионат мира по волейболу среди женщин 2014 — Европейская квалификация |
| 2014 | Женская волейбольная Евролига 2014                                       |
| 2015 | Чемпионат Европы по волейболу среди женщин 2015                          |

## Достижения
- 2005/2006 — золотой призёр женской волейбольной Супер-Лиги Азербайджана в составе ЖВК «Азеррейл» Баку.
- 2006/2007 — золотой призёр женской волейбольной Супер-Лиги Азербайджана в составе ЖВК «Азеррейл» Баку.
- 2007/2008 — золотой призёр женской волейбольной Супер-Лиги Азербайджана в составе ЖВК «Азеррейл» Баку.